# Hierro 3
Hierro 3 (en coreano: 빈집, romanizado: Binjip, lit. 'Hogares vacíos') es una película surcoreana de 2004 dirigida por Kim Ki-duk. Publicitada en algunos sitios se publicitó con el título "El espíritu de la pasión" es una película de género dramático y romántica. Considerada una de las cintas más destacables de la trayectoria de Ki-duk la película aborda la relación que surge entre un indigente que ocupa temporalmente casas sin moradores hasta que en una de esas aventuras conoce a una joven con la que comenzará un romance.
Obtuvo 11 nominaciones, incluidas las de mejor película extranjera en los David de Donatello o los Premios del Cine Europeo, y 17 galardones destacando los premios FIPRESCI del Festival de San Sebastián, el León de Oro y el León de Plata del Festival de Venecia y la Espiga de Oro de la Seminci.

## Sinopsis
Tae-suk es un joven motorista indigente y solitario que lleva una vida espectral. Ocupa temporalmente viviendas cuyos habitantes sabe que están ausentes. No roba ni ocasiona daños en los hogares de sus involuntarios anfitriones. En realidad, es una especie de fantasma que duerme en camas ajenas, come algo de las neveras de esos extraños y retribuye su forzada hospitalidad haciendo la colada o arreglando alguna que otra avería doméstica.
Sun-hwa, que en tiempos fue una hermosa modelo, se ha visto convertida en una sombra viviente por un marido que la maltrata, encerrándola en una casa ostentosa. El destino cruza los caminos de Tae-suk y Sun-hwa aunque sus existencias están abocadas a no dejar huella en el mundo. Ambos se conocen cuando Tae-suk entra en casa de Sun-hwa y enseguida ambos comprenden que son almas gemelas. Como si estuvieran unidos por vínculos invisibles, descubren que no pueden separarse y aceptan en silencio su nuevo y extraño destino.

## Reparto
- Seung-Yun Lee - Sun-hwa
- Hee Jae - Tae-suk
- Hyuk-ho Kwon - Min-gyu (marido de Tae-suk)
- Jin-mo Joo - Detective Jo
- Jeong-ho Choi - Carcelero
- Ju-seok Lee - Hijo del anciano
- Mi-suk Lee - Nuera del anciano
- Sung-hyuk Moon - Sung-hyuk
- Ji-a Park - Jee-ah
- Jae-yong Jang - Hyun-soo
- Dah-hae Lee - Ji-eun
- Han Kim - Hombre en el estudio
- Se-jin Park - Mujer en el estudio
- Dong-jin Park - Detective Lee
- Jong-Seob Lee - Hombre que vuelve de vacaciones
- Ui-soo Lee - Mujer que vuelve de vacaciones
- Jong-hwa Ryoo - Hijo que vuelve de vacaciones
- Sung-hoon Kang - Novio de la chica golpeada por una pelota de golf
- Sung-Hoon Jung - Prisionero 1
- Ji-yong Jang - Prisionero 2
- Maeng-sung Kim - Prisionero 3
- Hoon Jang - Chico observador
- Seok-bin Jang - Equipo CIS 1
- Hyung-suk Kim - Equipo CIS 2
- Tae-suk Shin - Policía 1
- Hong-suk Lee - Policía 2
- Byung-Hoon Lee - Policía 3
- Nam-min Park - Policía 4

## Recepción
Con un presupuesto aproximado de 1.000.000 de dólares Hierro 3 recaudó 241.914 $ en la taquilla norteamericana y 2.965.315 $ mundialmente.
Obtiene buenas puntuaciones en los portales de información cinematográfica y entre la crítica profesional. En IMDb obtiene una puntuación de 7,9 sobre 10 con 54.675 votos registrados. En FilmAffinity está incluida en las categorías "Mejores películas coreanas de todos los tiempos" (Cuarta posición), "Mejores películas del siglo XXI" (51.ª posición) y "Mejores películas románticas de la historia del cine" (61.ª posición), teniendo una puntuación media de 7,7 sobre 10 con 31.908 puntuaciones. En el agregador Rotten Tomatoes tiene la calificación de "fresco" para el 87% de las 92 críticas profesionales y para el 94% de las más de 10.000 valoraciones registradas entre los usuarios del portal. La película también tiene una valoración de 72 sobre 100 en Metacritic lo que implica "críticas mayoritariamente favorables".
El crítico Oti Rodríguez Marchante para el diario ABC la valoró positivamente destacando que está "llena de buenos sentimientos y buen gusto.(...) Sin apenas diálogos el director coreano cuenta una historia romántica, callada,(...) un final tan hermoso como bien rodado". Mirito Torreiro en las páginas de El País incidió en el "irónico cuestionamiento de algunos de los tótem sobre los que construimos nuestra identidad: la noción de propiedad, de privacidad, de comunicación, la posesión (...) Película desconcertante, Hierro 3 sirve para demostrar qué es lo que tanto nos atrae del cine asiático". El mismo Torreiro en la revista Fotogramas otorgó una valoración de 4 sobre 5 destacando que Kim Ki-duk "parece(...) particularmente preocupado por plasmar en sus obras a personajes límite, casos casi patológicos(...) de aislamiento, de enajenación o sencillamente de olímpico desprecio por lo real. También lo es el omnipresente personaje central de Hierro 3, curioso título que esconde una metáfora (para un jugador de golf, es el palo que menos se usa, tan raro al menos como el protagonista del film, que utiliza en un cierto momento un palo para defender a la mujer que lo atrae), y más aún, que muestra uno de los casos límite más curiosos propuestos por el cine en mucho tiempo".
El crítico A. O. Scott para The New York Times destacó en 2005 que "la cámara es capaz de hacer que lo imposible parezca natural y lo ordinario extraño(...) a través de trucos de composición, perspectiva y montaje. Kim es un maestro haciendo eso". Jamie Wooley para BBC le calificó con 3 sobre 5 incidiendo que "si aguantas la lentitud de su desarrollo, te recompensa con una historia de amor tierna e inusual". Michael O'Sullivan en su crítica de 2005 para el periódico The Washington Post consideró que "es bastante satisfactoria de manera extravagante y con toques de realismo mágico. Consigue desconcertar y confundir al mismo tiempo que es romántica". Ruthe Stein para SFGATE resumió que "no es pretenciosa y es tan hermosa de ver(...) que se vuelve irrelevante el hecho de que tenga sentido o no. Cuanto antes te dejes llevar por el fluir de Kim, antes te satisfará".